# Kunstbende (België)
Kunstbende is een project van Villanella, een multidiscipinair kunstencentrum voor jongeren uit Antwerpen, dat fungeert als netwerk en springplank voor jong en creatief talent. De hoeksteen van de werking is een jaarlijkse talentenwedstrijd voor jongeren tussen dertien en negentien jaar. Met deze wedstrijd brengt Kunstbende elk jaar 3000 jongeren op de planken tijdens voorrondes en finales binnen alle mogelijke kunstdisciplines. In het kielzog van de wedstrijd worden er jaarlijks workshops, festivals voor jonge makers, coachingstrajecten en extra toonmomenten georganiseerd in heel Vlaanderen en Brussel. 

## Geschiedenis
Kunstbende is ontstaan in 1999 als een initiatief van de Vlaamse Provincies en de VGC naar analogie met Kunstbende Nederland. Villanella werd aangetrokken als landelijk organisator.  
In 2014 vierde Kunstbende haar 15-jarig bestaan. Ter gelegenheid van dat jubileum werd een Kunstbende Magazine verspreid met verhalen, anekdotes, foto's en getuigenissen rond het fenomeen Kunstbende. De Kunstbende nodigde voor het feestweekend niet alleen de finalisten van dat jaar uit om hun kunsten te etaleren, maar trommelde ook oudgedienden op om 15 jaar Kunstbende te vieren.

## Wedstrijd

### Categorieën
In de wedstrijd  werd sinds het ontstaan een onderscheid gemaakt tussen verschillende kunstencategorieën. Anno 2016 kunnen de jongeren zich elk jaar inschrijven voor maximum drie van de tien volgende categorieën: Beeldend, Circus, Dans, DJ, Film, Foto, Mode, Muziek, Performance, Tekst. 

### Voorrondes
Elk jaar worden gemiddeld tien voorrondes georganiseerd op wisselende locaties, hoofdzakelijk cultuurcentra en stadsschouwburgen, in de vijf Vlaamse Provincies en het Brussels Hoofdstedelijk gewest. Per voorronde en per categorie selecteert een professionele jury 1 winnaar/winnares die doorgaat naar de finale. 

### Bootcamp
In aanloop naar de finale bezetten alle finalisten samen een week lang DE Studio. Onder professionele begeleiding werken de finaliste als één bende kunstenaars aan een groot toonmoment.

### Finale
De finale van de Kunstbende vindt elk jaar plaats op wisselende locaties in de vijf Vlaamse provincies of het Brussels Hoofdstedelijk Gewest. Per categorie worden op de finaledag nummers 1, 2 en 3 beloond met prijzen die de jonge kunstenaars verder helpen of stimuleren in hun ontwikkeling.

### Winnaars

#### Finale editie 2000
| Categorie  | 1ste plaats           |
| ---------- | --------------------- |
| Alles mag  | Anna Vercammen        |
| Dans       | Mary Lou              |
| Fotografie | Willy Cluylits        |
| Ontwerpen  | Sophie Van den Keybus |
| Taal       | Leen Roels            |
| Theater    | Wietske Van Gils      |
| Video      | Jamclub               |

#### Finale editie 2001
| Categorie    | 1ste plaats                         | 2de plaats          | 3de plaats               |
| ------------ | ----------------------------------- | ------------------- | ------------------------ |
| Dans         | The Citizens                        | Rose Curve          | Kathlijn en Luce Moelans |
| Fotografie   | Veerle Kumpen                       | Sara Van-zavelberg  | Joyce Huybs              |
| Muziek       | Sanne, Roos en Lies                 | Made in la rue      | The Doddi Boys           |
| Nieuwe Media | Pieterjan Vandegaer                 | Bart Rylant         | Yannick Demanet          |
| Ontwerpen    | Recep Tok en Bedreddin Koytaviloglu | Pieter-jan Brouwers | Wim Boucqué              |
| Performance  | Daphné Verhelst                     | Sara Bomans         | Hoonest                  |
| Taal         | Frisco goes 'Rita de Pita'          | Elisabeth Steenmans | Nele Marijsse            |
| Video        | Aagje Vanden Bussche                | Fabrice Chiang      | Meikeminne Clinkspoor    |

#### Finale editie 2002
| Categorie      | 1ste plaats       | 2de plaats                 | 3de plaats             |
| -------------- | ----------------- | -------------------------- | ---------------------- |
| Dans           | Hitjodarren       | Spaghetti met zwamworstjes | The Starsisters        |
| Fotografie     | Joyce Huybs       | Piet Notteboom             | Emma Balen             |
| Muziek         | Morning           | Amost home                 | Musica                 |
| Nieuwe Media   | Mattias Baertsoen | Tim Vandecasteele          | Erlinde Geens          |
| Ontwerpen      | Krizz Donders     | Katrien Meermans           | Wannes Van den Bossche |
| Performance    | P.L.E.E.          | The Eggheads               | Otse                   |
| TXT            | Jeroen Maris      | Katrien Meermans           | Bert Vandecasteele     |
| TXT (ON STAGE) | Lotje Vercaigne   | Jeroen Pollentier          | Kristof en Rogier      |
| Video          | Quinten Clause    | Tine Claerhout             | Anna Van Cauwenberge   |

#### Finale editie 2003
| Categorie      | 1ste plaats               |
| -------------- | ------------------------- |
| Dans           | Bollig Kwadraat           |
| Fotografie     | Joost Pauwaert            |
| Muziek         | Bagger                    |
| Nieuwe Media   | Tim Vandecasteele         |
| Ontwerpen      | Lynn Van Kerckhoven       |
| Performance    | Niels, voor NIELS...Niels |
| TXT            | Simon Truwant             |
| TXT (ON STAGE) | Sammy Deburgraeve         |
| Video          | GFC Productions           |

#### Finale editie 2004
| Categorie      | 1ste plaats       | 2de plaats                       | 3de plaats          |
| -------------- | ----------------- | -------------------------------- | ------------------- |
| Dans           | Patini            | Flash Family                     | Ikke en die van ons |
| Fotografie     | Abbie             | NQE                              | Filip Geelen        |
| Muziek         | Ello              | Rats of the Capital              | Suewave             |
| Nieuwe Media   | Geert Bauwens     | Julio C. Lopes en Gert De Cuyper | Sang Vandenosch     |
| Ontwerpen      | Ganzen?           | Madamaskee                       | Daan Theys          |
| Performance    | DEBILeraties      | Longu-Men Mechelen               | Madamaskee          |
| TXT            | Anna              | Eva Mouton                       | Tessa Lobbes        |
| TXT (ON STAGE) | Jozef Wouters     | De Mosselbank                    | Pele Mele           |
| Video          | Sus Van Der Leest | Take California                  | Kajaka Partner C5   |

#### Finale editie 2005
| Categorie      | 1ste plaats            | 2de plaats                              | 3de plaats                  |
| -------------- | ---------------------- | --------------------------------------- | --------------------------- |
| Dans           | No problemo            | Arthur de Roey & Michiel Vandevelde     | La tulipe                   |
| Fotografie     | Polien Boons           | Nathalie & Sophie                       | Oliver Roels & Bart Rötgens |
| Muziek         | Balthazar              | Bezoir                                  | Jozefien Feyaerts           |
| Nieuwe Media   | Benjamien Lycke        | Mathijs Beks                            | Mimozzza                    |
| Ontwerpen      | Minke Krossenbrink     | Stijn Schoukens                         | Omicron                     |
| Performance    | The fox cat streets    | Tine en Lieve                           | Erna und Helga              |
| TXT            | The one and only lotto | Tess Vonck                              | Sarah Van Landschoot        |
| TXT (ON STAGE) | Hélène Devos           | Charlien Adriaensens en Maarten Inghels | Schiezie                    |
| Video          | Rinus De Wilde         | MAFST                                   | Debra Depryck               |

#### Finale editie 2006
| Categorie      | 1ste plaats     | 2de plaats      | 3de plaats          |
| -------------- | --------------- | --------------- | ------------------- |
| Dans           | On the roof     | Tequila         | Svenya De Roo       |
| Fotografie     | Geert Heribaut  | Louize Perdieus | Lucinda Switten     |
| Muziek         | Rianto Delrue   | Eva Trappeniers | Annelies Van Hijfte |
| Nieuwe Media   | Carine Yu       | Wim Hambrouck   | Tom Swinnen         |
| Ontwerpen      | Stijn Schoukens | Gerlinde Bekker | Minke Krosenbrink   |
| Performance    | De trukken      | Jan Breuls      |                     |
| TXT            | Tim Devriese    | Simon Sterckx   | Maarten Inghels     |
| TXT (ON STAGE) | Zvonko          | Freek Mariën    | Maarten Inghels     |
| Video          | Jelle Gordyn    | Dries Segers    | Mathilde De Wit     |

#### Finale editie 2007
| Categorie      | 1ste plaats        | 2de plaats       | 3de plaats                            |
| -------------- | ------------------ | ---------------- | ------------------------------------- |
| Dans           | Deeply Disturb     | Change direction | K*Lité                                |
| Fotografie     | Louize Perdieus    | Artur Eransian   | de Muzen                              |
| Muziek         | Billie's Ballad    | Bogus            | Steak number 8                        |
| Ontwerpen      | Waarom niet?       | Fran Labarque    | Louize Perdieus                       |
| Performance    | Vivey & Debby      | De obers         | P.O.R.N.O.                            |
| TXT            | Tim Vermeiren      | Katelijne Sommen | Arrved Egre                           |
| TXT (ON STAGE) | Tim Devriese       | Greet Jacobs     | Sanne Baeck                           |
| Video          | Mileen Christiaens | CAVA producties  | Lijmstift                             |
| Games'n Sites  | Yu Carine          | Bert Beeckman    | Xavier Vermeiren en Pieter Den Dooven |

#### Finale editie 2008
| Categorie      | 1ste plaats          | 2de plaats                        | 3de plaats         |
| -------------- | -------------------- | --------------------------------- | ------------------ |
| Dans           | Mathilde & Elena     | Team Moseba                       | ON THE ROOF        |
| Fotografie     | Evelien Thewis       | Dries Segers                      | An-Sophie Fontaine |
| Muziek         | Ruben Focketyn       | Coffee at seven                   | Frozen             |
| Ontwerpen      | Jan Verstraeten      | Wouter Somers en Ben Van Mechelen | The Reformators    |
| Performance    | Bluebird productions | Arno Moens                        | Dros & co          |
| TXT            | Elena Moeremans      | Emilie Dewitte                    | Ruben Baeyens      |
| TXT (ON STAGE) | Astrid Dewaele       | Peter Casteels                    | Shapologie         |
| Video          | Kaisa Soöt           | Chloë Dierckx                     | Nabyskoté          |

#### Finale editie 2009
| Categorie      | 1ste plaats            | 2de plaats                                         | 3de plaats        |
| -------------- | ---------------------- | -------------------------------------------------- | ----------------- |
| Dans           | ON THE ROOF            | Liesann en Sofie                                   | Bust-an-allstar   |
| DJ             | Dj Lawson              | Acrylic                                            | Cedric Eestermans |
| Foto           | Eva Bracke             | Chiara Lanzo                                       | Jilly Beckers     |
| Mode           | Kate By Hanna          | Marylene Madou                                     | Et alors          |
| Muziek         | Sexy Sunday            | Motion Sickness                                    | Nele Bos          |
| Ontwerpen      | Maxim Hoebreckx        | Liesbeth Boutsen, Michelle Novak en Gitte Schreurs | Lander Theuwissen |
| Performance    | Macho-amor             | De nieuwelezers                                    | All 1 met 2       |
| TXT            | Sanne Wouters          | Jana Maggen                                        | Dries VRB         |
| TXT (ON STAGE) | Sanne Wouters          | Evelien Appetans                                   | Benjamin Tonon    |
| Video          | Christoffer Allegrezza | Moira Tuand en Hanneke Neven                       | Pieter Keylen     |

#### Finale editie 2010
| Categorie      | 1ste plaats             | 2de plaats             | 3de plaats                        |
| -------------- | ----------------------- | ---------------------- | --------------------------------- |
| Dans           | Toi et moi*             | Up2style crew          | Just you and me                   |
| DJ             | Contraddict             | Hercules               | Yuma                              |
| Foto           | Stine Sampers           | Ode                    | Charlot Van Geert                 |
| Mode           | Nele Huysmans           | Laura Geiregat         | Magali Merzougui                  |
| Muziek         | Gepetto and the Wales   | Compact Disk Dummies   | Doizy Dojzie                      |
| Ontwerpen      | Roodijs                 | Tara De Neve           | Joachim                           |
| Performance    | Euvgenia en Givrotti    | Sien Vanmaele          | Les Fofoe                         |
| TXT            | Sibran Sampers          | Evy Maes & Sophie Jans | Joeri Van Horen                   |
| TXT (ON STAGE) | Maarten Van Den Bussche | The Big Bangers        | Rosita                            |
| Video          | Fenne Kuppens           | De Humors              | Ann-Sophie, Dorien, Naomie & Lize |

#### Finale editie 2011
| Categorie      | 1ste plaats                              | 2de plaats          | 3de plaats               |
| -------------- | ---------------------------------------- | ------------------- | ------------------------ |
| Beeldend       | Felix D'Huys                             | Jay Van der Sypt    | Timur                    |
| Dans           | Wolf                                     | Anaëlle             | De Verpakking            |
| DJ             | Melophbia                                | Mr. Wiseman         | DJ Funky S               |
| Foto           | Caroline Thienpont                       | Lenja               | Kleo & Simon             |
| Mode           | Thalia Van Steen en Claire Van Landeghem | Flora Blommaert     | An-Sofie Van Rafelghem   |
| Muziek         | Anna Devolder                            | The Lumbers         | Jan Wouter               |
| Performance    | Sylvia & Joyce                           | Margot              | Philadoesh               |
| TXT (ON STAGE) | Hannah Pinson                            | Gladius             | Charlotte Van den Broeck |
| Video          | Veerle Piette en Charlotte Van Dyck      | Nicolas & Stephanie | Lion Eye                 |

#### Finale editie 2012
| Categorie   | 1ste plaats       | 2de plaats                                            | 3de plaats            |
| ----------- | ----------------- | ----------------------------------------------------- | --------------------- |
| Beeldend    | Dries Peeten      | Joren Thys                                            | Gala Verhaevert       |
| Dans        | Pie-ter Desmet    | Elisabeth & Laura                                     | Wolf & Elien          |
| DJ          | Rorschach         | Dubluv                                                | Underground Consiracy |
| Film        | Jill Verhaeghe    | Lukas Van Elst                                        | Lise Daes             |
| Foto        | Maud Peeters      | An-Sofie Van Rafelghem                                | Pommelien Koolen      |
| Mode        | Anke Bos          | I'm the master of my faith, I'm the master of my soul | Ken Thaodee           |
| Muziek      | De eerste keer    | Astronauts                                            | Karma Police          |
| Performance | Karolien De Kimpe | Shani Valerberghe                                     | Euvgenia & Givrotti   |
| TXT         | Elke Seghers      | Mattijs Deraedt                                       | Pieter Van de Walle   |

#### Finale editie 2013
| Categorie   | 1ste plaats                | 2de plaats                         | 3de plaats                 | 4de plaats |
| ----------- | -------------------------- | ---------------------------------- | -------------------------- | ---------- |
| Beeldend    | Merel Van de Casteele      | Bastiaan Vanneylen                 | Olivier Vanschoonbeek      |            |
| Dans        | Tomas Ntamashimikiro       | Sarah & Morena                     | Tripple K                  | Astronouts |
| DJ          | Nachos for the Early Riser | Select                             | Lumignition                |            |
| Film        | Nathan Naenen              | Yoshi Van Sichem                   | Alexander Dulenko          |            |
| Foto        | Maud Peeters               | Pommelien Peeters                  | Lucas Schaus en Levi Heack |            |
| Mode        | Brend Geudens              | Sascha Veermeer                    | Charlot Vanthournout       |            |
| Muziek      | Momma Said So              | The Jagger Frequency               |                            |            |
| Performance | Bastien Bodarwé            | Bjorn Floreal en Lucie Plasschaert | Niels Somers               |            |
| TXT         | Fien De Coninck            | Mona Thijs                         |                            |            |

## Rol Villanella
Kunstbende in België wordt sinds zijn ontstaan georganiseerd door Villanella (Kunstencentrum). Deze vzw biedt ondersteuning bij het organiseren van de voorrondes, voorziet promotiemateriaal en landelijke promo en financiële ondersteuning. 

## Kunstbende buiten België
De werking van Kunstbende in België werd geïnspireerd op Kunstbende Nederland, een netwerkorganistie die ontstaan is 1991. Ook in Aruba en Curaçao  bestaat Kunstbende. Daarnaast worden er vergelijkbare wedstrijden voor jongeren georganiseerd in andere Europese landen, zoals Zweden, Noorwegen en Wales.